# Guy Colsoul
Guy Colsoul (Leuven, 9 juni 1947) is een Belgisch voormalig rallyrijder.

## Biografie
Guy, geboren als Christian is afkomstig uit het Vlaams-Brabantse Landen. In zijn buurt was hij in zijn jonge jaren bekend als melkboer, en reed hij met de melkwagen rond.
Hij begon zijn carrière als rallyrijder in 1971 met een toenmalige Volkswagen Kever.
Sinds 1977 reed hij met Opel en nam hij deel aan verschillende Belgische en internationale proeven aan de zijde van co-piloot, Alain Lopès. Colsoul reed met de Opel Kadett, Opel Ascona en Opel Manta. Hij won twee Belgische kampioenschappen met dit automerk. Ook had Colsoul succes in Parijs-Dakar waar hij in 1984 met een vierde plek zijn beste resultaat scoorde en met zijn achterwielaangedreven Opel Manta een volledige week aan de leiding stond voor alle vierwielaangedreven terreinwagens.
Hij nam deel aan in totaal vijf proeven die meetelden voor het Wereldkampioenschap rally, beter bekend als 'WRC':
- RAC rally in 1977: 25e plaats op het algemeen klassement in een Opel Kadett GTE
- RAC rally in 1980: opgegeven in een Opel Ascona 400
- Rally van Monte Carlo in 1978: 19e plaats in het algemeen klassement in een Opel Kadett GTE
- Rally van Monte Carlo in 1982: 25e plaats in het algemeen klassement in een Opel Ascona 400
- Rally van Ivoorkust in 1992: 10e plaats in het algemeen klassement met een Mitsubishi Galant VR-4

Tijdens het grootste gedeelte van zijn carrière bij Opel werd hij steeds geassocieerd met een belangrijke Belgische sponsor (Bastos) die hem toeliet, naast het deelnemen aan internationale wegproeven, ook kennis te maken met het rallygebeuren daarrond.
Zo werd Colsoul een geprivilegieerd partner van de Opel-fabriek voor de ontwikkeling van de vierwielaangedreven wagen op basis van de Opel Kadett type E (deelname aan Parijs-Dakar in 1986) die voor het merk een terugkeer moest betekenen in de wereld van het rally kampioenschap, het project werd echter geannuleerd en de ontwikkeling van de wagen werd stopgezet.
Op 18 september 1988 werd Colsoul betrapt op gebruik van doping na zijn overwinning in de Omloop Van Vlaanderen.
Eind 1988 startte hijzelf zijn samenwerking met Mitsubishi en na 3 jaar actief rijden met deze producent, focuste Colsoul zich volledig op de voorbereiding en verhuur van rallywagens door de creatie van 'Guy Colsoul Rallysport'.
Colsoul heeft twee zonen, die ook actief zijn in de rallywereld; Bob (1980) als piloot, Tom (1976) als co-piloot.

## Overzicht

### Actieve jaren in WK
| Jaar | Proef                      | Wagen                    | Navigator        | Resultaat |
| ---- | -------------------------- | ------------------------ | ---------------- | --------- |
| 1971 | ...                        | Volkswagen Kever         | Alain Lopès      | -         |
| 1977 | Lombard RAC Rally          | Opel Kadett GT/E         | Alain Lopès      | 26        |
| 1977 | Rally van Polen            | Opel Kadett GT/E         | Alain Lopès      | 6         |
| 1978 | Autorally van Monte-Carlo  | Opel Kadett GT/E         | Alain Lopès      | 19        |
| 1978 | Rally van Condroz-Huy      | Opel Kadett GT/E         | Alain Lopès      | 1         |
| 1979 | Rally van Condroz-Huy      | Opel Kadett GT/E         | Alain Lopès      | 1         |
| 1980 | Lombard RAC Rally          | Opel Ascona 400          | Alain Lopès      | R         |
| 1981 | Omloop van Vlaanderen      | Opel Ascona 400          | Alain Lopès      | 1         |
| 1982 | Haspengouw Rally           | Opel Ascona 400          | Alain Lopès      | 1         |
| 1982 | Autorally van Monte-Carlo  | Opel Ascona 400          | Alain Lopès      | 25        |
| 1982 | Boucles de Spa             | Opel Ascona 400          | Alain Lopès      | 1         |
| 1982 | 24 Uren van Ieper          | Opel Ascona 400          | Alain Lopès      | 2         |
| 1982 | Rally Elpa Halkidikis      | Opel Ascona 400          | Alain Lopès      | 5         |
| 1983 | Boucles de Spa             | Opel Ascona 400          | Alain Lopès      | 3         |
| 1983 | 24 Uren van Ieper          | Opel Ascona 400          | Alain Lopès      | 8         |
| 1984 | 24 Uren van Ieper          | Opel Ascona 400          | Alain Lopès      | 5         |
| 1985 | 24 Uren van Ieper          | Opel Ascona 400          | Alain Lopès      | 5         |
| 1986 | 24 Uren van Ieper          | Opel Manta 400           | Alain Lopès      | R         |
| 1986 | Rally van Condroz-Huy      | Opel Manta 400           | Alain Lopès      | 1         |
| 1987 | 24 Uren van Ieper          | Opel Manta GT/E          | Philippe Droeven | 11        |
| 1988 | Omloop van Vlaanderen      | Mitsubishi Starion       | Alain Lopès      | 1         |
| 1988 | Hellendoorn Rally          | Mitsubishi Starion Turbo | Eddy Borremans   | 7         |
| 1988 | 24 Uren van Ieper          | Mitsubishi Starion Turbo | Eddy Borremans   | 12        |
| 1990 | 24 Uren van Ieper          | Mitsubishi Galant VR-4   | Theo Ulens       | 15        |
| 1991 | 24 Uren van Ieper          | Mitsubishi Galant VR-4   | Ronny Deruyter   | 9         |
| 1992 | Bandamarally van Ivoorkust | Mitsubishi Galant VR-4   | Edy Paquay       | 10        |

### Palmares
- 1978 - Winnaar Rally van Condroz-Huy
- 1979 - Winnaar Rally van Condroz-Huy
- 1979 - Belgisch Kampioen
- 1981 - Winnaar Omloop van Vlaanderen
- 1981 - Belgisch Kampioen
- 1982 - Winnaar Boucles de Spa
- 1982 - Winnaar Haspengouw Rally
- 1986 - Winnaar Rally van Condroz-Huy
- 1988 - Winnaar Omloop van Vlaanderen